# Chlosyne indigens
Chlosyne indigens är en fjärilsart som beskrevs av Higgins 1960. Chlosyne indigens ingår i släktet Chlosyne och familjen praktfjärilar. Inga underarter finns listade i Catalogue of Life.